# Jaroszenka (stacja kolejowa)
Jaroszenka (ukr. Ярошенка) – stacja kolejowa w miejscowości Peńkiwka, w rejonie żmeryńskim, w obwodzie winnickim, na Ukrainie. Położona jest na linii Żmerynka – Odessa.

## Historia
Stacja powstała w XIX w. na kolei odesko-kijowskiej, pomiędzy stacjami Rachny i Żmerynka.